# Marco Aurelio Soto
Marco Aurelio Soto (Tegucigalpa, 13 novembre 1846 – Parigi, 25 febbraio 1908) è stato un politico honduregno.
Ricoprì l'incarico di presidente dell'Honduras dal 26 agosto 1876 al 9 maggio 1883, attuando una serie di importanti riforme economiche e culturali che trasformarono il paese centroamericano.

## Biografia
Nato a Tegucigalpa, a nove anni si trasferì con il padre a Città del Guatemala. Nella capitale guatemalteca completò gli studi si laureò presso l'Università San Carlo Borromeo. Notato dal generale Justo Rufino Barrios per le sue doti e la sua preparazione, fu inizialmente chiamato a ricoprire l'incarico di Sottosegretario di stato e poi, nel 1872, quello di Ministro degli Interni, della Giustizia e degli Affari Ecclesiastici.
L'anno seguente gli furono conferiti i nuovi incarichi di Ministro degli Affari Esteri e dell'Educazione. Nel 1876, in qualità di ministro plenipotenziario del Guatemala, Soto incontrò una delegazione del governo salvadoregno per discutere di un trattato che sancisse la pace tra i due paesi. L'8 maggio dello stesso anno fu raggiunto l'accordo che passò alla storia come trattato Soto-Ulloa.
Nell'agosto 1876, dopo che il presidente honduregno José María Medina fu rovesciato da un colpo di stato, Soto assunse ad interim la presidenza grazie all'appoggio politico e militare di Justo Rufino Barrios. L'anno seguente fu eletto presidente dell'Honduras.
Durante gli anni del suo mandato Soto attuò, grazie anche al contributo del cugino Ramón Rosa, una prima serie di riforme di stampo liberale tese ad ammodernare l'Honduras, ispirate da quelle attuate negli anni precedenti da Barrios in Guatemala. Venne favorita l'immigrazione inoltre fu incoraggiato l'arrivo di capitali stranieri, di cui l'economia honduregna aveva un impellente bisogno. Nel 1880 fu inaugurata la biblioteca nazionale dell'Honduras a Tegucigalpa, nello stesso Soto fu rieletto nuovamente presidente. Durante il suo secondo mandato furono emanate una nuova serie di riforme, come la creazione della rete telegrafica, l'apertura di centinaia di scuole, sia maschili che femminili, la fondazione di un'università nazionale e costruzione delle prime ferrovie. Nel 1881 Soto decretò ufficialmente il definitivo trasferimento della capitale nazionale a Tegucigalpa.
Nonostante le importanti riforme apportate, il paese continuò a versare in un clima di perenne instabilità, sia politica che economica. Il suo vecchio alleato, il presidente guatemalteco Barrios mosse nel maggio 1883 le sue truppe verso la frontiera honduregna. Dopo aver chiesto al parlamento di essere esentato dall'incarico per motivi di salute, Soto si recò in esilio negli Stati Uniti d'America, stabilendosi a San Francisco. Successivamente si trasferirà a Parigi. Nel 1902 si presentò come candidato alle elezioni presidenziali honduregne del Club Unión Patriótica. Tuttavia l'ex presidente ottenne solo l'8,3% delle preferenze classificandosi terzo tra i tre sfidanti.